# Thomas James (remero)
Thomas Watkin James –conocido como Tom James– (Cardiff, 11 de marzo de 1984) es un deportista británico que compitió en remo.
Participó en tres Juegos Olímpicos de Verano, entre los años 2004 y 2012, obteniendo dos medallas, oro en Pekín 2008 y oro en Londres 2012, ambas en la prueba de cuatro sin timonel.
Ganó tres medallas en el Campeonato Mundial de Remo entre los años 2003 y 2011.

## Palmarés internacional
| Juegos Olímpicos   | Juegos Olímpicos      | Juegos Olímpicos  | Juegos Olímpicos   |
| Año                | Lugar                 | Medalla           | Prueba             |
| ------------------ | --------------------- | ----------------- | ------------------ |
| 2008               | Pekín (China)         | Medalla de oro    | Cuatro sin timonel |
| 2012               | Londres (Reino Unido) | Medalla de oro    | Cuatro sin timonel |
| Campeonato Mundial |                       |                   |                    |
| Año                | Lugar                 | Medalla           | Prueba             |
| 2003               | Milán (Italia)        | Medalla de bronce | Ocho con timonel   |
| 2007               | Múnich (Alemania)     | Medalla de bronce | Ocho con timonel   |
| 2011               | Bled (Eslovenia)      | Medalla de oro    | Cuatro sin timonel |